# Almiro Gaspar Marques

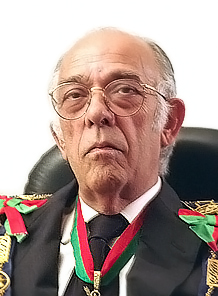
Almiro Gaspar Marques - Grão Mestre da GLRP

Almiro Gaspar Marques (Marinha Grande, Marinha Grande, Março de 1932 - Lisboa, 6 de Dezembro de 2008), foi um advogado português e Grão-Mestre da Grande Loja Regular de Portugal. 

## Biografia
Autor de vários artigos publicados na colectânea “Pensar entre Maçons” e na revista “Entre Colunas”.
De pai operário vidreiro e acabada a instrução primária, inicia uma vida de trabalho como paquete e, depois, também como operário.
Simultaneamente com a carreira empresarial e como trabalhador estudante, prosseguiu um árduo percurso académico, concluindo aos 33 anos a licenciatura em Direito pela FDUC - Faculdade de Direito da Universidade de Coimbra.
Fez carreira profissional no mundo empresarial, especialmente na indústria vidreira, durante 38 anos consecutivos. Concluiu essa carreira, na mesma empresa como presidente do Conselho de Administração. A partir de 1983 dedicou-se exclusivamente à advocacia, especializando-se em direito dos negócios, administrativo e urbanístico.
Como dirigente da Grande Loja Regular de Portugal teve um papel fundamental na consolidação da instituição a nível interno e projectou internacionalmente a Obediência, tendo sido escolhido para presidir ao primeiro triénio da recém-criada Confederação das Grandes lojas do Mediterrâneo e da Europa do Sul.

## Percurso maçónico

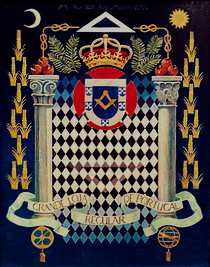
Estandarte original GLRP

- Almiro Gaspar Marques, foi iniciado na RL Gomes Freire de Andrade, da GLRP, em Janeiro de 1966;
- Em Abril de 1997, pouco após a crise na GLRP de finais de 1996, é designado Grande Porta-Gládio;
- Em 1998 é eleito VM da R D. Fernando II, constituída a Oriente de Sintra e a trabalhar no Rito Escocês Rectificado;
- Em Dezembro de 1998, é-lhe conferida a medalha de Bronze da Ordem Honorífica Mestre Afonso Domingues;
- Em 1999 é escolhido como membro do Grande Conselho da Ordem, desde então sucessivamente nomeado;
- Em 2000 volta a ser designado Grande Porta Gládio;
- Entre Maio de 1999 e meados de 2000, como advogado sustenta com êxito a posição da GLRP, como legitima dona do património material e documental, arrolado por organização "Clone", e que integralmente recupera para a GLRP, entre outros o símbolo original da GLRP, e também seu precioso Estandarte;

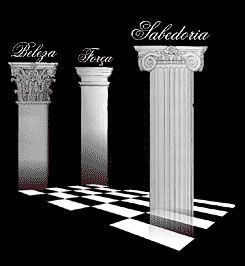
Colunas Maçónicas

- Em 2000 foi distinguido com o Grau de Comendador e a medalha de prata da Ordem Honorífica Mestre Afonso Domingues;
- Em 2002 é designado Vice Grão-Mestre;
- Em 2003 é eleito e instalado VM da MR Loja Mercúrio;
- Eleito Grão-Mestre da GLRP na sessão de Grande Loja de 25 de Junho de 2005 e Instalado na sessão solene do Equinócio de Outono, a 24 de Setembro de 2005
- Em 2008 é eleito para presidir a Confederação das Grandes lojas do Mediterrâneo e da Europa do Sul. Não chega a cumprir o seu mandato tendo falecido a 6 de Dezembro de 2008 em Lisboa.